# Danh sách quân chủ Thụy Điển
Danh sách này ghi lại các quốc vương của Thụy Điển, từ cuối thời đại Viking cho đến ngày nay. Thụy Điển liên tục là chế độ quân chủ kể từ khi đất nước thống nhất vào thời đại Viking và đầu thời Trung cổ, trong hơn một nghìn năm. Triều đại hoàng gia đương nhiệm của Thụy Điển là Vương tộc Bernadotte, được thành lập cùng với ngai vàng vào năm 1818.

## Quân chủ và nhiếp chính của Thụy Điển

### Nhà Munsö (970–1060)
| Chân dung | Quân chủ                                                                     | Trị vì                       | Cơ sở trị vì                                        | Kết hôn                                          | Ghi chú                                                |
| --------- | ---------------------------------------------------------------------------- | ---------------------------- | --------------------------------------------------- | ------------------------------------------------ | ------------------------------------------------------ |
|           | Erik (VII) "Người chiến thắng" Erik Segersäll — k. 945 – k. 995 (k. 50 tuổi) | k. 970 – k. 995 (k. 25 năm)  | Quốc vương đầu tiên của lịch sử không thể tranh cãi | Sigrid Kiêu kỳ (?) (2 hậu duệ)                   | Được cho là có nhiều vợ và con ở nhiều nguồn khác nhau |
|           | Olof "Skötkonung" — k. 980 – k. 1022 (k. 42 tuổi)                            | k. 995 – k. 1022 (k. 27 năm) | Con trai của Erik Người chiến thắng                 | Estrid của người Obotrite (2 hậu duệ)            | —                                                      |
|           | Anund Jakob — k. 1008 – 1050 (k. 42 tuổi)                                    | k. 1022 – 1050 (k. 28 năm)   | Con trai của Olof                                   | Gunnhildr Sveinsdóttir (có thể không có hậu duệ) | —                                                      |
|           | Emund "Già" Emund den gamle — Qua đời năm 1060                               | k. 1050 – 1060 (10 năm)      | Con ngoài giá thú của Olof                          | Astrid Njålsdatter (?) (2 hậu duệ)               | Vị vua cuối cùng của Triều đại Munsö                   |

### Nhà Stenkil (1060–1125/1130)
| Chân dung | Quân chủ                                                  | Trị vì                                    | Cơ sở trị vì | Kết hôn                                 | Ghi chú |
| --------- | --------------------------------------------------------- | ----------------------------------------- | --- | --------------------------------------- | --- |
|           | Stenkil Stenkil Ragnvaldsson — Qua đời k. 1066            | k. 1060 – 1066 (k. 6 năm)                 | Có thể là con rể của Emund | "Ingamoder" (?) (ít nhất 2 hậu duệ)     | — |
|           | Erik và Erik Erik och Erik (tranh cãi)                    | k. 1066 (?) (tóm tắt)                     | Chỉ được ghi lại trong một nguồn duy nhất là hai người đòi ngôi đã chiến đấu với nhau sau cái chết của Stenkil.                                             | Không được ghi chép lại                 | Không có thông tin |
|           | Halsten Halsten Stenkilsson                               | k. 1066 – 1068 (k. 2 năm)                 | Con trai của Stenkil | Không rõ tên (ít nhất 2 hậu duệ)        | Ít chi tiết về cuộc đời của ông được biết đến. Bị phế truất vào khoảng năm 1068. Có thể sau đó đã trở lại cai trị với tư cách là người đồng cai trị với em trai (có thể là trẻ hơn) Inge I. |
|           | Anund "từ nước Nga" Anund Gårdske (tranh cãi)             | k. 1068 – 1076 (?) (k. 8 năm)             | Chỉ được ghi lại trong một nguồn duy nhất với tư cách là vua được bầu sau khi Halsten bị phế truất                                                          | Không được ghi chép lại                 | Một số chi tiết về cuộc đời được biết đến ngoài việc ông được cho là đến từ Kiev Rus'. Bị phế truất vào khoảng năm 1076.                                                                    |
|           | Håkan "Đỏ" Håkan Röde                                     | Những năm 1070 (?)                        | Có thể là chắt của Erik Người chiến thắng | Không được ghi chép lại                 | Ít chi tiết về cuộc đời được biết đến. Các nguồn khác nhau đặt Håkan là người tiền nhiệm của Stenkil hoặc Inge.                                                                             |
|           | Inge "Già" Inge den äldre — Qua đời k. 1112               | k. 1078 – 1112 (k. 34 năm)                | Con trai của Stenkil. Giành quyền lực từ Anund hoặc Håkan.                                                                                                  | Helena (4 hậu duệ)                      | Kết thúc thời kỳ hỗn loạn bắt đầu sau cái chết của Stenkil. Có thể bị phế truất vào khoảng năm 1081–1083 trước khi giành lại ngai vàng.                                                     |
|           | Sven ("Blot-Sven") (tranh cãi)                            | k. 1081 – 1083 (k. 2 năm)                 | Có thể là con rể của Stenkil. Được cho là đã cướp ngôi. | Không được ghi chép lại                 | Ít chi tiết về cuộc sống được biết đến và tính lịch sử bị tranh cãi do nguồn tài liệu nghèo nàn và mâu thuẫn. Bị phế truất hoặc được con trai kế vị.                                        |
|           | Erik (VIII) "Årsäll" Erik Årsäll (tranh cãi)              | k. 1083 (?) (tóm tắt)                     | Có thể là con trai của Sweyn, một số nguồn ghi lại ông là người kế vị                                                                                       | Không được ghi chép lại                 | Ít chi tiết về cuộc sống được biết đến và tính lịch sử bị tranh cãi do nguồn tài liệu nghèo nàn và mâu thuẫn. Bị phế truất bởi Inge nếu có tính lịch sử.                                    |
|           | Filip Filip Halstensson — Qua đời năm 1118                | k. 1100 – 1118 (k. 18 năm)                | Con trai của Halsten. Có vẻ như ông đã bắt đầu triều đại của mình với tư cách là người đồng cai trị với Inge Già.                                           | Ingegjerd của Na Uy (không có hậu duệ)  | — |
|           | Inge "Trẻ" Inge (den yngre) Halstensson — Qua đời k. 1130 | k. 1118 – 1125/1130 (k. 7–12 năm)         | Con trai của Halsten. Có thể là người đồng cai trị ban đầu với Filip.                                                                                       | Ulvhild Håkonsdatter (không có hậu duệ) | Có lẽ là thành viên dòng dõi nam cuối cùng của triều đại Stenkil. |
|           | Ragnvald "Knaphövde"                                      | khoảng những năm 1120/1130 (?) (tóm tắt?) | Không có mối liên hệ nào được biết đến với các vị vua trướk. Được ghi chép trong Västgötalagen là người kế vị Inge II và là người tiền nhiệm của Sverker I. | Không được ghi chép lại                 | Ít chi tiết được biết đến |

### Nhà Sverker và Erik (1125/1130–1250)
| Chân dung                                  | Quân chủ                                                                                          | Trị vì                                                                                  | Cơ sở trị vì | Kết hôn                                                                         | Ghi chú |
| ------------------------------------------ | ------------------------------------------------------------------------------------------------- | --------------------------------------------------------------------------------------- | --- | ------------------------------------------------------------------------------- | --- |
|                                            | Magnus I "Mạnh mẽ" Magnus (den starke) Nilsson (tranh chấp) — Qua đời năm 1134                    | k. 1125 – 1130 or k. 1130 – 1134 (k. 4–5 năm)                                           | Cháu ngoại của Inge Già. Chỉ được chứng thực là một kẻ giả danh trong Gesta Danorum; có lẽ không bao giờ được công nhận là vua. | Ryksa của Ba Lan (2 hậu duệ)                                                    | Được bầu làm vua nhưng không thiết lập được quyền lực; bị giết năm 1134 tại Trận Fotevik.                                              |
| Non-contemporary depiction                 | Sverker I "Trưởng giả" Sverker den äldre — Qua đời ngày 25 tháng 12 năm 1156                      | k. 1130 – 25 tháng 12 năm 1156 (k. 26 năm)                                              | Hoặc không có mối liên hệ hoàng gia trước đó hoặc là cháu trai của Sven. Được bầu để đối lại với Magnus I.                      | Ulvhild Håkonsdatter (ít nhất 4 hậu duệ) Ryksa của Ba Lan (có thế có 1 hậu duệ) | Bị ám sát, được cho là do người đòi ngôi Magnus II.                                                                                    |
|                                            | Erik (IX) "Thần thánh" Erik (den helige) Jedvardsson — k. 1120 – 18 tháng 5 năm 1160 (k. 40 tuổi) | k. 1157 – 18 tháng 5 năm 1160 (k. 3 năm)                                                | Em họ của Sverker I | Kirstine của Đan Mạch (4 hậu duệ)                                               | Cố gắng Kitô giáo hóa Phần Lan. Bị người đòi ngôi Magnus II giết và sau đó được phong thánh, trở thành vị thánh bảo trợ của Thụy Điển. |
|                                            | Magnus II Magnus Henriksson — Qua đời năm 1161                                                    | 18 tháng 5 năm 1160 – 1161 (1 năm)                                                      | Chắt của Inge I. Lên nắm quyền sau khi giết Erik IX.                                                                            | Brigida Haraldsdatter (không có hậu duệ)                                        | Bị giết trong trận chiến chống lại Karl VII.                                                                                           |
|                                            | Karl (VII) Karl Sverkersson — 1130 – 12 tháng 4 năm 1167 (37 tuổi)                                | k. 1157 – 12 tháng 4 năm 1167 (k. 10 năm; cai trị toàn bộ Thụy Điển từ năm 1161 trở đi) | Con trai của Sverker I. Ban đầu cai trị ở Västergötland đối lập với Eric IX; sau đó lật đổ Magnus II.                           | Kristina Hvide (ít nhất 1 hậu duệ)                                              | Bị giết bởi Knut I, người kế vị ông làm vua.                                                                                           |
|                                            | Knut I Knut Eriksson — Trước 1150 – 1196 (lớn hơn 46 tuổi)                                        | 12 tháng 4 năm 1167 – 1196 (29 năm)                                                     | Con trai của Erik IX. Lên nắm quyền sau khi ám sát Karl VII.                                                                    | Cecilia Johansdotter (tranh cãi về tên) (5 hậu duệ)                             | — |
|                                            | Kol (tranh cãi)                                                                                   | những năm 1170 (vài năm)                                                                | Có thể là các con trai của Sverker I. Cùng nhau cai trị ở Östergötland, đối lập với Knut I.                                     | Không có thông tin                                                              | Ít chi tiết được biết đến |
|                                            | Burislev (tranh cãi)                                                                              | những năm 1170 (vài năm)                                                                | Có thể là các con trai của Sverker I. Cùng nhau cai trị ở Östergötland, đối lập với Knut I.                                     | Không có thông tin                                                              | Ít chi tiết được biết đến |
|                                            | Sverker II "Trẻ" Sverker (den yngre) Karlsson — k. 1164 – 17 tháng 7 năm 1210 (k. 46 tuổi)        | 1196 – 1208 (12 năm)                                                                    | Con trai của Karl VII | Benedikta Hvide (ít nhất 1 hậu duệ)                                             | Bị phế truất sau trận Lena. Bị giết trong trận Gestilren khi đang cố gắng giành lại ngai vàng.                                         |
| Ingegerd Birgersdotter (ít nhất 1 hậu duệ) | Sverker II "Trẻ" Sverker (den yngre) Karlsson — k. 1164 – 17 tháng 7 năm 1210 (k. 46 tuổi)        | 1196 – 1208 (12 năm)                                                                    | Con trai của Karl VII |                                                                                 | Bị phế truất sau trận Lena. Bị giết trong trận Gestilren khi đang cố gắng giành lại ngai vàng.                                         |
|                                            | Erik (X) "Người sống sót" Erik Knutsson — 1180 – 10 tháng 4 năm 1216 (k. 36 tuổi)                 | 1208 – 10 tháng 4 năm 1216 (8 năm)                                                      | Con trai của Knut I. Lên nắm quyền sau khi đánh bại Sverker II trong trận chiến.                                                | Rikissa của Đan Mạch (5 hậu duệ)                                                | — |
|                                            | Johan I Johan Sverkersson — 1201 – 10 tháng 3 năm 1222 (k. 21 tuổi)                               | 10 tháng 4 năm 1216 – 10 tháng 3 năm 1222 (5 năm và 11 tháng)                           | Con trai của Sverker II | Không kết hôn và không hậu duệ                                                  | Qua đời vì bệnh và là thành viên nam cuối cùng của triều đại Sverker.                                                                  |
|                                            | Erik (XI) "Nói ngọng và Khập khiễng" Erik Eriksson — 1216 – 2 tháng 2 năm 1250 (k. 34 tuổi)       | Tháng 3 năm 1222 – 1229 (7 năm) (triều đại thứ nhất)                                    | Con trai của Erik X | Katarina Sunesdotter (không có hậu duệ)                                         | Bị lu mờ phần lớn bởi các chính khách nổi tiếng. Bị phế truất và lưu đày 1229–1234.                                                    |
|                                            | Knut II "Cao" Knut Holmgersson — Qua đời năm 1234                                                 | 1229 – 1234 (5 năm)                                                                     | Họ hàng của Nhà Erik. Được bầu làm vua sau khi Erik XI bị phế truất.                                                            | Không rõ (ít nhất 2 hậu duệ)                                                    | — |
|                                            | Erik (XI) "Nói ngọng và Khập khiễng" Erik Eriksson                                                | 1234 – 2 tháng 2 năm 1250 (16 năm) (triều đại thứ hai)                                  | Trở lại và giành lại quyền lực sau cái chết của Knut II                                                                         | Katarina Sunesdotter (không có hậu duệ)                                         | (xem ở trên) |

### Bjälbo (1250–1364)
| Chân dung                                                                                           | Quân chủ                                                                                      | Vương huy                                                             | Trị vì | Cơ sở trị vì | Kết hôn                                                                            | Ghi chú |
| --------------------------------------------------------------------------------------------------- | --------------------------------------------------------------------------------------------- | --------------------------------------------------------------------- | --- | --- | ---------------------------------------------------------------------------------- | --- |
| | Valdemar Valdemar Birgersson — 1239 – 26 tháng 12 năm 1302 (k. 63 tuổi)                       |                                                                       | 1250 – 22 tháng 7 năm 1275 (25 năm)                                                                                       | Cháu trai của Erik X và con trai của chính khách nổi tiếng Birger Jarl.                                                           | Sofia của Đan Mạch (6 hậu duệ)                                                     | Bị phế truất sau khi thất bại trong Trận Hova (1275). Tiếp tục cố gắng giành lại một số phần của vương quốc trước khi bị giam cầm vào năm 1288.                  |
| | Magnus III "Khóa chuồng" Magnus (Ladulås) Birgersson — Qua đời ngày 18 tháng 12 năm 1290      |                                                                       | 22 tháng 7 năm 1275 – 18 tháng 12 năm 1290 (15 năm, 4 tháng và 26 ngày)                                                   | Cháu trai của Erik X và con trai của chính khách nổi tiếng Birger Jarl. Nắm quyền lực sau khi đánh bại Valdemar trong trận chiến. | Helvig xứ Holstein (5 hậu duệ)                                                     | — |
| | Birger Birger Magnusson — 1280 – 31 tháng 5 năm 1321 (k. 41 tuổi)                             | 18 tháng 12 năm 1290 – Tháng 3/Tháng 4 năm 1318 (28 năm và 5/6 tháng) | Con trai của Magnus III                                                                                                   | Märta của Đan Mạch (4 hậu duệ) | Bị lật đổ và buộc phải lưu vong bởi những người ủng hộ anh trai Erik vào năm 1318. | |
| Thời kỳ nhiếp chính của Nữ công tước Ingebjørg (tháng 3/tháng 4 năm 1318 – ngày 8 tháng 7 năm 1319) |                                                                                               |                                                                       | | |                                                                                    | |
| | Magnus IV Magnus Eriksson — k. 1316 – 1 tháng 12 năm 1374 (k. 58 tuổi)                        |                                                                       | 8 tháng 7 năm 1319 – 15 tháng 2 năm 1364 (44 năm, 7 tháng và 7 ngày)                                                      | Cháu nội của Magnus III | Blanche xứ Namur (5 hậu duệ)                                                       | Cũng là Vua Na Uy (1319–1355). Bị phế truất để ủng hộ Albrecht và bị giam cầm cho đến năm 1371; sau đó sống lưu vong ở Na Uy.                                    |
| | Erik (XII) Erik Magnusson — Trong hoặc trước năm 1339 – 20 tháng 6 năm 1359 (ít nhất 20 tuổi) | 17 tháng 10 năm 1356 – 20 tháng 6 năm 1359 (2 năm, 8 tháng và 3 ngày) | Con trai của Magnus IV. Ban đầu cai trị đối lập với cha mình; trở thành người đồng cai trị sau khi hòa giải vào năm 1359. | Beatrix xứ Bayern (không có hậu duệ)                                                                                              | —                                                                                  | |
| | Håkan Håkan Magnusson — 1340 – 11 tháng 9 năm 1380 (k. 40 tuổi)                               |                                                                       | 15 tháng 2 năm 1362 – 15 tháng 2 năm 1364 (2 năm)                                                                         | Con trai của Magnus IV, đồng cai trị với cha mình                                                                                 | Margrete của Đan Mạch (Nữ vương từ 1389–1412) (1 hậu duệ)                          | Cũng là Vua Na Uy (1343–1380). Bị phế truất để ủng hộ Albrecht, ông đã cố gắng giành lại Thụy Điển cho đến khi thất bại tại Cuộc vây hãm Stockholm vào năm 1371. |

### Nhà Mecklenburg (1364–1389)
| Chân dung | Quân chủ                                                                                  | Vương huy | Trị vì                                                       | Cơ sở trị vì                      | Kết hôn                                                                   | Ghi chú |
| --------- | ----------------------------------------------------------------------------------------- | --------- | ------------------------------------------------------------ | --------------------------------- | ------------------------------------------------------------------------- | --- |
|           | Albrekt xứ Mecklenburg Albrecht von Mecklenburg — k. 1340 – Tháng 4 năm 1412 (k. 72 tuổi) |           | 15 tháng 2 năm 1364 – 24 tháng 2 năm 1389 (25 năm và 9 ngày) | Chắt của Magnus III của Thụy Điển | Richardis xứ Schwerin (2 hậu duệ) Agnes xứ Brunswick-Lüneburg (1 hậu duệ) | Cũng là Công tước xứ Mecklenburg (1384–1412). Bị đánh bại bởi Margrete tại Trận Åsle và sau đó bị phế truất. |

### Quân chủ và nhiếp chính trong Liên minh Kalmar (1389–1523)
| Chân dung | Quân chủ                                                                                      | Vương huy | Trị vì                                                                                    | Cơ sở kế vị | Kết hôn                                                                                               | Ghi chú |
| --- | --------------------------------------------------------------------------------------------- | --------- | ----------------------------------------------------------------------------------------- | --- | --- | --- |
| | Margrete Margareta Valdemarsdotter — Tháng 3 năm 1353 – 28 tháng 10 năm 1412 (59 tuổi)        |           | 24 tháng 2 năm 1389 – 28 tháng 10 năm 1412 (23 năm, 8 tháng và 26 ngày)                   | Nữ vương của Đan Mạch và Na Uy; góa phụ của Håkan Magnusson. Cũng là hậu duệ Erik X của Thụy Điển. Đánh bại Albrecht với sự hỗ trợ của giới quý tộc Thụy Điển.         | Håkan Magnusson (Vua từ 1362–1364) (1 hậu duệ)                                                        | Cũng là Nữ vương Đan Mạch và Na Uy với tư cách là người cai trị Liên minh Kalmar. Không tái hôn sau khi Håkan qua đời. Qua đời đột ngột vì bệnh dịch hạch vào năm 1412.                                            |
| | Erik (XIII) xứ Pomerania Erik av Pommern — 1381/1382 – 3 tháng 5 năm 1459 (76–78 tuổi)        |           | 23 tháng 7 năm 1396 – 24 tháng 9 năm 1439 (43 năm, 2 tháng và 1 ngày)                     | Cháu trai gọi bằng bà, người thừa kế được chỉ định và ban đầu là người đồng cai trị của Margrete. Cũng là hậu duệ Magnus III của Thụy Điển.                            | Philippa của Anh (không có hậu duệ) Cecilia (không có hậu duệ)                                        | Cũng là Vua Đan Mạch và Na Uy với tư cách là người cai trị Liên minh Kalmar. Bị phế truất tại Thụy Điển hai lần (1434–1435 và 1436); giành lại quyền lực cho đến khi bị phế truất ở cả ba vương quốc vào năm 1439. |
| Thời kỳ nhiếp chính của Karl Knutsson Bonde (sau này là Vua Karl VIII; tháng 10 năm 1438 – Mùa thu năm 1440)      |                                                                                               |           |                                                                                           | | | |
| | Kristoffer xứ Bayern Kristofer av Bayern — 26 tháng 2 năm 1416 – 6 tháng 1 năm 1448 (31 tuổi) |           | Mùa thu 1441 – 6 tháng 1 năm 1448 (6 năm và một vài tháng)                                | Cháu trai của Erik XIII | Dorothea xứ Brandenburg (không có hậu duệ)                                                            | Cũng là Vua Đan Mạch và Na Uy với tư cách là người cai trị Liên minh Kalmar. |
| Thời kỳ nhiếp chính của Bengt Jönsson Oxenstierna và Nils Jönsson Oxenstierna (tháng 1 – 20 tháng 6 năm 1448)     |                                                                                               |           |                                                                                           | | | |
| | Karl (VIII) Karl Knutsson Bonde — Qua đời ngày 15 tháng 5 năm 1470                            |           | 20 tháng 6 năm 1448 – 24 tháng 2 năm 1457 (8 năm, 8 tháng và 4 ngày) (triều đại thứ nhất) | Quý tộc Thụy Điển, được bầu làm vua Thụy Điển sau cái chết của Christoph để phản đối chế độ quân chủ liên hiệp                                                         | Birgitta Turesdotter (2 hậu duệ) Katarina Karlsdotter (8 hậu duệ) Kristina Abrahamsdotter (2 hậu duệ) | Cũng là Vua Na Uy (1449–1450). Bị phế truất hai lần (1457–1464 và 1465–1467), cả hai lần đều do ảnh hưởng của Tổng Giám mục Jöns Bengtsson Oxenstierna.                                                            |
| Thời kỳ nhiếp chính đầu tiên của Jöns Bengtsson Oxenstierna và Erik Axelsson Tott (tháng 3 – 23 tháng 6 năm 1457) |                                                                                               |           |                                                                                           | | | |
| | Kristian I — Tháng 2 năm 1426 – 21 tháng 5 năm 1481 (55 tuổi)                                 |           | 23 tháng 6 năm 1457 – 23 tháng 6 năm 1464 (7 năm)                                         | Chồng của Dorothea xứ Brandenburg, góa phụ của Christoph. Cũng là hậu duệ Magnus III của Thụy Điển. Được chấp nhận làm vua ở Thụy Điển sau khi Karl VIII bị phế truất. | Dorothea xứ Brandenburg (5 hậu duệ)                                                                   | Cũng là Vua Đan Mạch và Na Uy với tư cách là người cai trị Liên minh Kalmar. Bị phế truất tại Thụy Điển năm 1464.                                                                                                  |
| | Karl (VIII) Karl Knutsson Bonde                                                               |           | 9 tháng 8 năm 1464 – 30 tháng 1 năm 1465 (5 tháng và 21 ngày) (triều đại thứ hai)         | Trở lại nắm quyền sau khi Christian I bị phế truất | (xem ở trên)                                                                                          | (xem ở trên) |
| Thời kỳ nhiếp chính của Kettil Karlsson Vasa (26 tháng 12 năm 1464 – 11 tháng 8 năm 1465)                         |                                                                                               |           |                                                                                           | | | |
| Thời kỳ nhiếp chính thứ hai của Jöns Bengtsson Oxenstierna (11 tháng 8 năm 1465 – 18 tháng 10 năm 1466)           |                                                                                               |           |                                                                                           | | | |
| Thời kỳ nhiếp chính thứ hai của Erik Axelsson Tott (18 tháng 10 năm 1466 – 12 tháng 11 năm 1467)                  |                                                                                               |           |                                                                                           | | | |
| | Karl (VIII) Karl Knutsson Bonde                                                               |           | 12 tháng 11 năm 1467 – 15 tháng 5 năm 1470 (2 năm, 6 tháng và 3 ngày) (triều đại thứ ba)  | Trở lại nắm quyền với sự ủng hộ của nhiếp chính Erik Axelsson Tott | (xem ở trên)                                                                                          | (xem ở trên) |
| Thời kỳ nhiếp chính đầu tiên của Sten Sture Trưởng giả (16 tháng 5 năm 1470 – 6 tháng 10 năm 1497)                |                                                                                               |           |                                                                                           | | | |
| | Johan II Hans — 8 tháng 7 năm 1455 – 20 tháng 2 năm 1513 (57 tuổi)                            |           | 6 tháng 10 năm 1497 – 1 tháng 8 năm 1501 (3 năm, 9 tháng và 26 ngày)                      | Con trai của Christian I. Được chấp nhận làm vua tại Thụy Điển sau khi đã trị vì Đan Mạch và Na Uy trong hai mươi năm.                                                 | Christina xứ Sachsen (5 hậu duệ)                                                                      | Cũng là Vua Đan Mạch và Na Uy với tư cách là người cai trị Liên minh Kalmar. Bị phế truất tại Thụy Điển để ủng hộ việc Sten Sture Trưởng giả trở lại làm nhiếp chính.                                              |
| Thời kỳ nhiếp chính thứ hai của Sten Sture Trưởng giả (12 tháng 11 năm 1501 – 14 tháng 12 năm 1503)               |                                                                                               |           |                                                                                           | | | |
| Thời kỳ nhiếp chính của Svante Nilsson (21 tháng 1 năm 1504 – 31 tháng 12 năm 1511/2 tháng 1 năm 1512)            |                                                                                               |           |                                                                                           | | | |
| Thời kỳ nhiếp chính của Erik Trolle (Tháng 1 – 23 tháng 7 năm 1512)                                               |                                                                                               |           |                                                                                           | | | |
| Thòi kỳ nhiếp chính của Sten Sture Trẻ (23 tháng 7 năm 1512 – 3 tháng 2 năm 1520)                                 |                                                                                               |           |                                                                                           | | | |
| | Kristian II "Bạo chúa" — 2 tháng 7 năm 1481 – 25 tháng 1 năm 1559 (77 tuổi)                   |           | 1 tháng 11 năm 1520 – 23 tháng 8 năm 1521 (9 tháng và 22 ngày)                            | Con trai của Johan II. Được chấp nhận làm vua ở Thụy Điển sau khi chinh phục đất nước từ nhiếp chính Sten Sture Trẻ.                                                   | Isabel của Áo (6 hậu duệ)                                                                             | Cũng là Vua Đan Mạch và Na Uy với tư cách là người cai trị Liên minh Kalmar. Bị phế truất sau Thảm sát Stockholm. Sau đó cũng bị phế truất tại Đan Mạch và Na Uy.                                                  |
| Thời kỳ nhiếp chính của Gustav Vasa (sau này là Vua Gustav I; 23 tháng 8 năm 1521 – 6 tháng 6 năm 1523)           |                                                                                               |           |                                                                                           | | | |

### Nhà Vasa (1523–1654)
| Chân dung                                                                                                  | Quân chủ                                                                                  | Vương huy                                                     | Trị vì                                                                  | Cơ sở thừa kế                                                                        | Kết hôn | Ghi chú                                                                     | Chữ lồng |
| --- | ----------------------------------------------------------------------------------------- | ------------------------------------------------------------- | ----------------------------------------------------------------------- | ------------------------------------------------------------------------------------ | --- | --------------------------------------------------------------------------- | -------- |
| | Gustav I Gustav Vasa — 12 tháng 5 năm 1496 – 29 tháng 9 năm 1560 (64 tuổi)                | [ k ]                                                         | 6 tháng 6 năm 1523 – 29 tháng 9 năm 1560 (37 năm, 3 tháng và 23 ngày)   | Trước đó là nhiếp chính, được bầu trở thành vua sau Chiến tranh giải phóng Thụy Điển | Katharina xứ Sachsen-Lauenburg (1 hậu duệ) Margareta Leijonhufvud (10 hậu duệ) Katarina Stenbock (không có hậu duệ) | —                                                                           | —        |
| | Erik XIV — 13 tháng 12 năm 1533 – 26 tháng 2 năm 1577 (43 tuổi)                           | [ k ]                                                         | 29 tháng 9 năm 1560 – 26 tháng 1 năm 1569 (8 năm, 3 tháng và 28 ngày)   | Con trai của Gustav I                                                                | Karin Månsdotter (5 hậu duệ)                                                                                        | Bị phế truất và sau đó bị đầu độc, có thể là bởi em trai ông là Johan III.  |          |
| | Johan III — 20 tháng 12 năm 1537 – 17 tháng 11 năm 1592 (54 tuổi)                         | [ n ]                                                         | 26 tháng 1 năm 1569 – 17 tháng 11 năm 1592 (23 năm, 9 tháng và 22 ngày) | Con trai của Gustav I                                                                | Katarzyna Jagiellonka (3 hậu duệ) Gunilla Bielke (1 hậu duệ)                                                        | —                                                                           |          |
| | Sigismund III — 20 tháng 6 năm 1566 – 19 tháng 4 năm 1632 (65 tuổi)                       | [ n ]                                                         | 17 tháng 11 năm 1592 – 24 tháng 7 năm 1599 (6 năm, 8 tháng và 7 ngày)   | Con trai của Johan III                                                               | Anna của Áo (5 hậu duệ) Constanze của Áo (7 hậu duệ)                                                                | Bị phế truất sau trận chiến chống lại ông. Cũng là Vua Ba Lan từ 1587–1632. |          |
| Thời kỳ nhiếp chính của Công tước Karl (sau này là Vua Karl IX; 24 tháng 7 năm 1599 – 22 tháng 3 năm 1604) |                                                                                           |                                                               |                                                                         |                                                                                      | |                                                                             |          |
| | Karl IX — 4 tháng 10 năm 1550 – 30 tháng 10 năm 1611 (61 tuổi)                            |                                                               | 22 tháng 3 năm 1604 – 30 tháng 10 năm 1611 (7 năm, 7 tháng và 8 ngày)   | Con trai của Gustav I, được tuyên bố là vua sau khi làm nhiếp chính trong 5 năm      | Maria xứ Pfalz (6 hậu duệ)                                                                                          |                                                                             | —        |
| Christine xứ Holstein-Gottorp (4 hậu duệ)                                                                  | Karl IX — 4 tháng 10 năm 1550 – 30 tháng 10 năm 1611 (61 tuổi)                            |                                                               | 22 tháng 3 năm 1604 – 30 tháng 10 năm 1611 (7 năm, 7 tháng và 8 ngày)   | Con trai của Gustav I, được tuyên bố là vua sau khi làm nhiếp chính trong 5 năm      | |                                                                             | —        |
| | Gustav II Adolf (Gustavus Adolphus) — 9 tháng 12 năm 1594 – 6 tháng 11 năm 1632 (37 tuổi) | 30 tháng 10 năm 1611 – 6 tháng 11 năm 1632 (21 năm và 7 ngày) | Con trai của Karl IX                                                    | Maria Eleonora xứ Brandenburg (2 hậu duệ)                                            | Bị giết trong trận Lützen năm 1632                                                                                  |                                                                             |          |
| | Kristina — 7 tháng 12 năm 1626 – 9 tháng 4 năm 1689 (62 tuổi)                             | 6 tháng 11 năm 1632 – 6 tháng 6 năm 1654 (21 năm và 7 tháng)  | Con gái của Gustav II Adolf                                             | Không kết hôn và không có hậu duệ                                                    | Bị thoái vị và lui về Roma.                                                                                         |                                                                             |          |

### Nhà Pfalz-Zweibrücken (1654–1720)
| Chân dung | Tên                                                                    | Vương huy                                                              | Trị vì                                                               | Cơ sở thừa kế                                                          | Kết hôn                                                                                        | Ghi chú                                                                                  | Chữ lồng |
| --- | ---------------------------------------------------------------------- | ---------------------------------------------------------------------- | -------------------------------------------------------------------- | ---------------------------------------------------------------------- | ---------------------------------------------------------------------------------------------- | ---------------------------------------------------------------------------------------- | -------- |
| | Karl X Gustav — 8 tháng 11 năm 1622 – 13 tháng 2 năm 1660 (37 tuổi)    |                                                                        | 6 tháng 6 năm 1654 – 13 tháng 2 năm 1660 (5 năm, 8 tháng và 7 ngày)  | Con trai Katarina của Thụy Điển, con gái của Karl IX                   | Hedwig Eleonora xứ Holstein-Gottorp (1 hậu duệ)                                                | —                                                                                        |          |
| | Karl XI — 24 tháng 11 năm 1655 – 5 tháng 4 năm 1697 (41 tuổi)          | 13 tháng 2 năm 1660 – 5 tháng 4 năm 1697 (37 năm, 1 tháng và 23 ngày)  | Con trai của Karl X Gustav                                           | Ulrikke Eleonore của Đan Mạch (7 hậu duệ)                              | —                                                                                              |                                                                                          |          |
| | Karl XII — 17 tháng 6 năm 1682 – 30 tháng 11 năm 1718 (36 tuổi)        | 5 tháng 4 năm 1697 – 30 tháng 11 năm 1718 (21 năm, 7 tháng và 25 ngày) | Con trai của Karl XI                                                 | Không kết hôn và không có hậu duệ                                      | Bị giết trong trận chiến chống lại Đan Mạch-Na Uy trong Cuộc vây hãm Fredriksten vào năm 1718. |                                                                                          |          |
| Thời kì nhiếp chính của Vương nữ Ulrika Eleonora (sau này là Nữ vương Ulrika Eleonora; 30 tháng 11 năm 1718 – 23 tháng 1 năm 1719) |                                                                        |                                                                        |                                                                      |                                                                        |                                                                                                |                                                                                          |          |
| | Ulrika Eleonora — 23 tháng 1 năm 1688 – 24 tháng 11 năm 1741 (53 tuổi) |                                                                        | 23 tháng 1 năm 1719 – 24 tháng 3 năm 1720 (1 năm, 2 tháng và 1 ngày) | Con gái của Karl XI, được bầu để kế vị người anh trai không có hậu duệ | Friedrich xứ Hessen-Kassel (là Quốc vương từ 1720–1751)(không có hậu duệ)                      | Thoái vị để nhường ngôi cho chồng vào năm 1720; sau đó là phối ngẫu cho đến khi qua đời. |          |

### Nhà Hessen (1720–1751)
| Chân dung                                                     | Quân chủ                                                        | Vương huy | Trị vì                                                       | Cơ sở thừa kế                                             | Kết hôn                                   | Ghi chú | Chữ nổi |
| ------------------------------------------------------------- | --------------------------------------------------------------- | --------- | ------------------------------------------------------------ | --------------------------------------------------------- | ----------------------------------------- | ------- | ------- |
|                                                               | Fredrik I — 18 tháng 4 năm 1676 – 25 tháng 3 năm 1751 (74 tuổi) |           | 24 tháng 3 năm 1720 – 25 tháng 3 năm 1751 (31 năm và 1 ngày) | Chồng và người kế nhiệm được chỉ định của Ulrika Eleonora | Luise Dorothea của Phổ (không có hậu duệ) | —       |         |
| Ulrika Eleonora (là Nữ vương từ 1719–1720) (không có hậu duệ) | Fredrik I — 18 tháng 4 năm 1676 – 25 tháng 3 năm 1751 (74 tuổi) |           | 24 tháng 3 năm 1720 – 25 tháng 3 năm 1751 (31 năm và 1 ngày) | Chồng và người kế nhiệm được chỉ định của Ulrika Eleonora |                                           | —       |         |

### Nhà Holstein-Gottorp (1751–1818)
| Chân dung                                                                                          | Quân chủ                                                             | Vương huy | Trị vì                                                                 | Cơ sở lên ngôi                                                                                     | Kết hôn                                                                         | Ghi chú                                                                                   | Chữ lồng |
| -------------------------------------------------------------------------------------------------- | -------------------------------------------------------------------- | --------- | ---------------------------------------------------------------------- | -------------------------------------------------------------------------------------------------- | ------------------------------------------------------------------------------- | ----------------------------------------------------------------------------------------- | -------- |
| | Adolf Fredrik — 3 tháng 5 năm 1710 – 12 tháng 2 năm 1771 (60 tuổi)   |           | 25 tháng 3 năm 1751 – 12 tháng 2 năm 1771 (19 năm, 10 tháng và 7 ngày) | Cháu sáu đời của Karl IX; được bầu làm người thừa kế ngai vàng vào năm 1743                        | Luise Ulrike của Phổ (4 hậu duệ)                                                | Ban đầu là Thân vương Giám mục xứ Lübeck (1727–1750).                                     |          |
| | Gustav III — 13 tháng 1 năm 1746 – 29 tháng 3 năm 1792 (46 tuổi)     | [ q ]     | 12 tháng 2 năm 1771 – 29 tháng 3 năm 1792 (21 năm, 1 tháng và 17 ngày) | Con trai Adolf Fredrik                                                                             | Sophie Magdalene của Đan Mạch (2 hậu duệ)                                       | Bị ám sát vào năm 1792.                                                                   |          |
| | Gustav IV Adolf — 1 tháng 11 năm 1778 – 7 tháng 2 năm 1837 (58 tuổi) |           | 29 tháng 3 năm 1792 – 10 tháng 5 năm 1809 (17 năm, 1 tháng và 11 ngày) | Con trai của Gustav III                                                                            | Friederike xứ Baden (5 hậu duệ)                                                 | Bị phế truất sau thất bại trong Chiến tranh Phần Lan; qua đời khi bị lưu đày tại Thụy Sĩ. |          |
| Thời kỳ nhiếp chính của Công tước Karl (sau này là Vua Karl XIII; 10 tháng 5 – 6 tháng 6 năm 1809) |                                                                      |           |                                                                        | |                                                                                 |                                                                                           |          |
| | Karl XIII — 26 tháng 9 năm 1748 – 5 tháng 2 năm 1818 (69 tuổi)       |           | 6 tháng 6 năm 1809 – 5 tháng 2 năm 1818 (8 năm, 7 tháng và 30 ngày)    | Con trai Adolf Fredrik, được bầu làm vua bởi Riksdag Estates sau một nhiệm kỳ ngắn làm nhiếp chính | Hedwig Elisabeth Charlotta xứ Holstein-Gottorp (2 hậu duệ, qua đời khi còn nhỏ) | Cũng trở thành Vua Na Uy vào năm 1814                                                     |          |

### Nhà Bernadotte (1818–hiện tại)
| Chân dung | Quân chủ | Vương huy                                                                | Trị vì                                                                   | Cơ sở lên ngôi | Kết hôn                                                                | Ghi chú | Chữ lồng |
| --------- | --- | ------------------------------------------------------------------------ | ------------------------------------------------------------------------ | --- | ---------------------------------------------------------------------- | --- | -------- |
|           | Karl XIV Johan Jean-Baptiste Jules Bernadotte — 26 tháng 1 năm 1763 – 8 tháng 3 năm 1844 (81 tuổi)             |                                                                          | 5 tháng 2 năm 1818 – 8 tháng 3 năm 1844 (26 năm, 1 tháng và 3 ngày)      | Được tuyển cử vào năm 1810 bởi Riksdag Estates để kế vị Karl XIII, người không có hậu duệ để thừa kế, sau đó được nhận làm con nuôi bởi nhà vua | Désirée Clary (1 hậu duệ)                                              | Ban đầu là một tướng người Pháp, sau đó là Thống chế Đế chế và Thân vương xứ Pontecorvo (1806–1810).                                  |          |
|           | Oscar I Joseph François Oscar Bernadotte — 4 tháng 7 năm 1799 – 8 tháng 7 năm 1859 (60 tuổi)                   |                                                                          | 8 tháng 3 năm 1844 – 8 tháng 7 năm 1859 (15 năm và 4 tháng)              | Con trai của Karl XIV Johan | Josephine xứ Leuchtenberg (5 hậu duệ)                                  | — |          |
|           | Karl XV Carl Ludvig Eugen — 3 tháng 5 năm 1826 – 18 tháng 9 năm 1872 (46 tuổi)                                 | 8 tháng 7 năm 1859 – 18 tháng 9 năm 1872 (13 năm, 2 tháng và 10 ngày)    | Con trai của Oscar I                                                     | Louise của Hà Lan (2 hậu duệ) | Quân chủ đầu tiên của Vương tộc Bernadotte được sinh ra tại Thụy Điển. | |          |
|           | Oscar II Oscar Fredrik — 21 tháng 1 năm 1829 – 8 tháng 12 năm 1907 (78 tuổi)                                   |                                                                          | 18 tháng 9 năm 1872 – 8 tháng 12 năm 1907 (35 năm, 2 tháng và 20 ngày)   | Con trai của Oscar I | Sophia xứ Nassau (4 hậu duệ)                                           | Vị vua Thụy Điển cuối cùng giữ ngai vàng Na Uy (đến năm 1905).                                                                        |          |
|           | Gustaf V Oscar Gustaf Adolf — 16 tháng 6 năm 1858 – 29 tháng 10 năm 1950 (92 tuổi)                             |                                                                          | 8 tháng 12 năm 1907 – 29 tháng 10 năm 1950 (42 năm, 10 tháng và 21 ngày) | Con trai của Oscar II | Viktoria xứ Baden (3 hậu duệ)                                          | Cuộc hôn nhân với Viktoria xứ Baden, chắt của Gustaf IV Adolf đã hợp nhất hai Vương tộc Bernadotte và Holstein-Gottorp về mặt phả hệ. |          |
|           | Gustaf VI Adolf Oscar Fredrik Wilhelm Olaf Gustaf Adolf — 11 tháng 11 năm 1882 – 15 tháng 9 năm 1973 (90 tuổi) | 29 tháng 10 năm 1950 – 15 tháng 9 năm 1973 (22 năm, 10 tháng và 17 ngày) | Con trai của Gustaf V                                                    | Margaret xứ Connaught (5 hậu duệ) Louise Mountbatten (1 hậu duệ chết lưu)                                                                       | —                                                                      | |          |
|           | Carl XVI Gustaf Carl Gustaf Folke Hubertus — Sinh 30 tháng 4 năm 1946 (78 tuổi)                                |                                                                          | 15 tháng 9 năm 1973 – hiện tại (51 năm, 6 tháng và 9 ngày)               | Cháu nội của Gustaf VI Adolf | Silvia Sommerlath (3 hậu duệ)                                          | Quân chủ trị vì lâu nhất trong lịch sử Thụy Điển                                                                                      |          |